# وريد حجابي علوي
الوريد الحجابي العلوي(بالإنجليزية: Superior phrenic vein)‏ هو الوريد المرافق للشريان التاموريني الحجابي ، يفتح عادة في الوريد الثديي الداخلي.أي من الأوردة الصغيرة التي تزود الوريد الفرد والوريد نصف الفرد، وتنزح السطح العلوي للحجاب الحاجز.